# (2329) Orthos
(2329) Orthos ist ein Asteroid des Apollo-Typs, der am 19. November 1976 von Hans-Emil Schuster an der Europäischen Südsternwarte in La Silla entdeckt wurde.
Der Asteroid wurde nach dem zweiköpfigen Hund Orthos aus der griechischen Mythologie benannt.